# Taenaris atesta
Taenaris atesta är en fjärilsart som beskrevs av Hans Rebel 1895. Taenaris atesta ingår i släktet Taenaris och familjen praktfjärilar. Inga underarter finns listade i Catalogue of Life.